# المرحلة 10 (الكمبري)
المرحلة 10 (باللاتينية: Stage 10)، وهي ثالث مرحلة من فترة الفورونجي والعاشرة والأخيرة من الكمبري، حيث امتدت من ≈ 491 إلى 486.85  ± 1.5 مليون سنة مضت، لمدة 4.15 مليون سنة تقريبا.

## التسمية
لم تطلق اللجنة الدولية للطبقات حتى الآن اسما رسميا للمرحلة العاشرة من الكمبري، بالرغم من وجود أسماء محلية عديدة. يفضل بعض المؤلفين اسم «لوسونيان» نسبة إلى لوسون كوف، في جبال واه واه في يوتا الأمريكية.

## المقطع النموذجي
لا تزال اللجنة الدولية للطبقات تبحث عن القطاع الجيولوجي والطبقة الحيوية التي سيتم استخدامها لتحديد قاعدة المرحلة العاشرة من الكمبري.
لا يزال ترشيح القطاع الطبقي قيد النقاش. وكان المقترح الأول قطاع بالقرب من دوبيان، مقاطعة تشيجيانغ في الصين. وقد نشرت مذكرة حديثة لصالح ممر ستيمبوت في سلسلة جبال هاوس في يوتا الأمريكية. وإذا تم استخدام أنواع مخروطيات الأسنان كقاعدة مرحلة، فمن المحتمل أن يكون هناك عدد كبير من القطاعات المرشحة لتكون نقطة ومقطع طبقة الحدود العالمية (GSSP)، كاستراليا، وكازاخستان وكندا. ويعتبر المرشح ليكون علامة لطبقة حيوية هو أول ظهور لأنواع ثلاثيات الفصوص أو مخروطيات الأسنان. وكان الاختيار الأول من قبل اللجنة هو أول ظهور لثلاثية الفصوص لوتاغنوستس الأمريكية (الاسم العلمي: Lotagnostus americanus) منذ 491 مليون سنة، لكن ثبتت إشكاليتها. وفي عام 2006، اقترح فريق آخر أول ظهور لمخروطية الأسنان كورديلودوس أندريسي (الاسم العلمي: Cordylodus andresi). وحاليا، يفضل عدد من المؤلفين أول ظهور لمخروطية الأسنان إيوكونودونتس نوتكباكنيسس (الاسم العلمي: Eoconodontus notchpeakensis) لأنه أكثر انتشارا على مستوى العالم ومستقل السحنة (معروف عن ارتفاعها القاري إلى بيئات البحار الوحلية). وسيكون اقتراح «إيوكونودونتس نوتكباكنيسس» شاملا العلامة الغير طبقية حيوية لربط بداية المرحلة 10 عالميا. حيث يحدث التحول لنظير الكربون (حدث HERB) في الجزء السفلي من نطاق إيوكونودونتس نوتكباكنيسس. وتم تعريف الحدود العليا على أول ظهور لمخروطية الأسنان ايابتوغناثوس فلوكتيفاغوس (الاسم العلمي: Iapetognathus fluctivagus) الذي يمثل بداية التريمادوشي والمؤرخ إشعاعيا منذ 486.85 مليون سنة.